# 地鼠屬
地鼠屬（学名：Nesokia）为哺乳綱、囓齒目、鼠科的一屬哺乳动物。而與地鼠屬（布恩地鼠）同科的動物尚有白腹鼠屬（臺灣白腹鼠）、澳洲彈鼠屬（長尾彈鼠）、短尾水鼠屬（短尾水鼠）、軟毛鼠屬（肯尼亞軟毛鼠）等之數種哺乳動物。

## 下属物种
本属包括以下物种：
- 布恩地鼠 Nesokia bunnii (Khajuria, 1981)
- Nesokia huttoni
- 印度地鼠 Nesokia indica (Gray, 1830)